# كاثي سيمون
كاثي سيمون (بالإنجليزية: Cathy Simon)‏ هي مهندسة معمارية أمريكية، ولدت في القرن العشرين.